# Vanir
Vanir là một thần tộc trong thần thoại Bắc Âu bên cạnh thần tộc lớn nhất và có nhiều ảnh hưởng nhất Aesir.

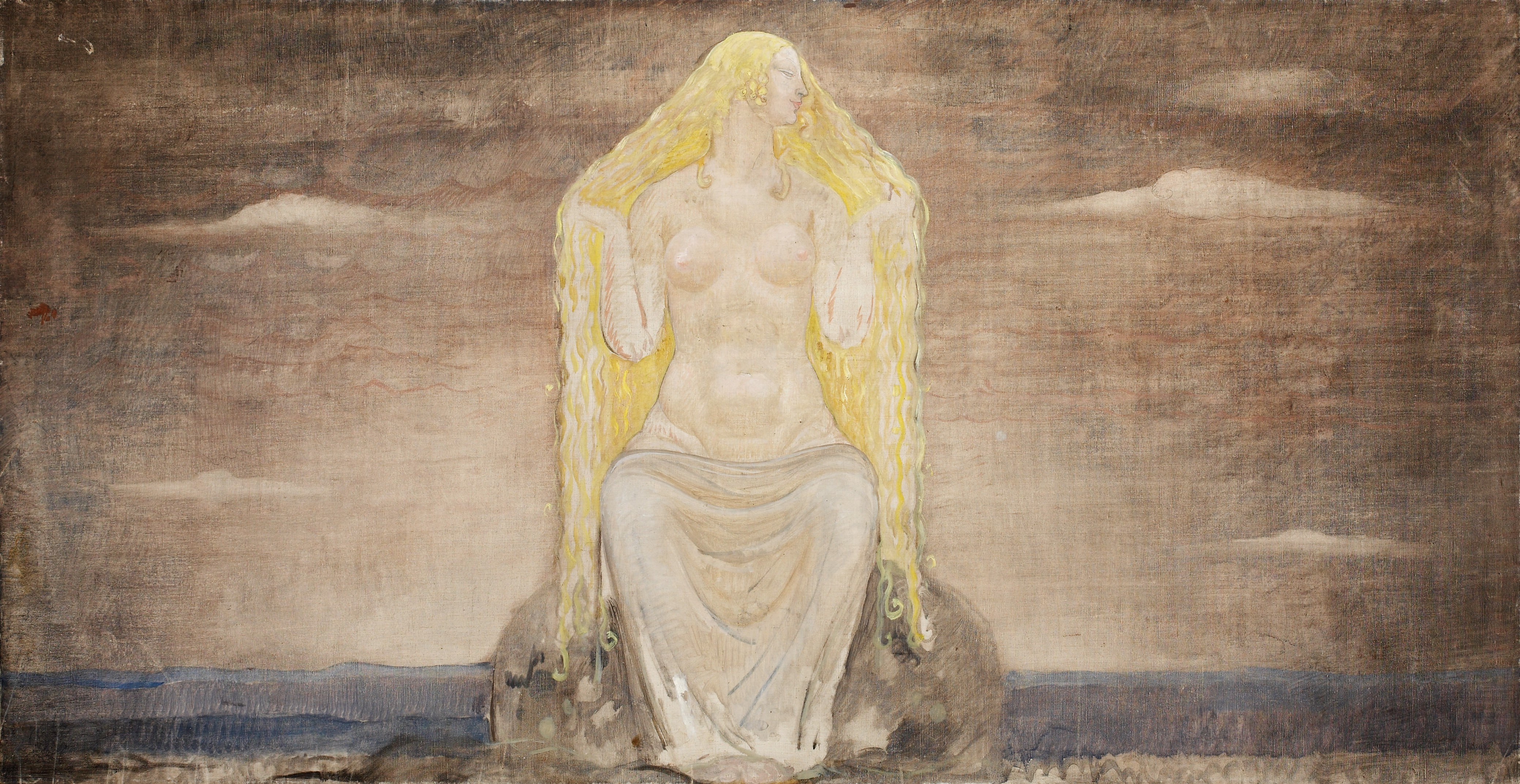
Freja by John Bauer (1882–1918).

## Đặc điểm
Các Vanir thường là các thần của mùa màng, biển và sự sung túc. Bên cạnh các Aesir đại diện cho sức mạnh và chiến tranh, các Vanir được coi là những vị thần đem lại của cải, bảo hộ cho hòa bình và hạnh phúc và cùng với các Aesir, duy trì trật tự và ổn định. Họ có hiểu biết sâu rộng về pháp thuật nên có thể tiên đoán tương lai. Freyja được coi là người dạy pháp thuật cho các Aesir. Cộng đồng Vanir cho phép người cùng gia đình, thậm chí anh chị em ruột kết hôn với nhau - điều mà thị tộc Aesir ngăn cấm. Freyr và Freyja là con của Njord (Njǫrðr) với em ruột mình.
Những nỗ lực nhằm cải đạo người Bắc Âu dị giáo sang Thiên Chúa giáo gặp nhiều khó khăn vì tục lệ thờ cúng các Vanir bám rễ khá sâu. Người Bắc Âu cổ có thể lựa chọn thờ các thần thuộc thị tộc Aesir hoặc Vanir hay cả hai. Tục thờ cúng các Vanir thường mạnh trong các vùng nơi người dân làm nghề nông hoặc đánh cá.

## Vanaheim
Vanaheim (còn gọi là Vanaland) là nơi các Vanir sinh sống. Giống Asgard, Vanaheim nằm trên cành của cây thế giới Yggdrasil. Snorri Sturluson gọi Vanaheim là Tanakvísl hoặc Vanakvísl.

## Các Vanir và người Elf
Có thể là các sử thi Edda coi các Vanir đồng nhất với người Elf (tiếng Bắc Âu cổ gọi là Alfar) khi trong các Edda hai cụm từ "Aesir và Vanir" và "Aesir và Alfar" được dùng thay thế lẫn nhau để chỉ "tất cả các vị thần". Cả Vanir và Alfar đều đem lại sự sung túc. Sự khác nhau trong tên gọi có thể chỉ địa vị khác nhau giữa họ. Người Elf chỉ là những phúc thần có vai trò nhỏ bé trong khi Vanir là một thị tộc lớn có nhiều ảnh hưởng. Thần Freyr được coi là thủ lĩnh của người Elf (tòa điện nơi Freyr sinh sống có tên là Álfheim nghĩa là "ngôi nhà của người Elf").

## Vai trò của các Vanir
Người Bắc Âu cổ tin rằng các Vanir ban cho họ những hiểu biết về thiên văn học. Thần gió Njord đã đem kiến thức về Mặt Trời, Mặt Trăng và các vì sao (thể hiện trong các bản khắc chữ rune và những hình vẽ trong hang động) lưu truyền khắp vùng Scandinavia. Dù còn nhiều tranh cãi, người ta tin rằng những hiểu biết này giúp người đi biển và các người Viking sau này vượt qua những vùng biển rộng. Ngoài ra các Vanir còn am tường nghề y và ma thuật.

## Danh sách các Vanir
- Freyja: nữ thần sắc đẹp, tình yêu, chiến tranh và cái chết, sau này sang Asgard
- Freyr: thần của ánh sáng, mưa và sự sung túc, sau này sang Asgard
- Gerðr
- Gullveig, việc các Æsir (Aesir) ngược đãi nữ thần này đã gây chiến tranh giữa hai thị tộc
- Hœnir: con tin từ thị tộc Æsir
- Mímir: con tin từ thị tộc Æsir
- Kvasir: vị thần của sự khôn ngoan
- Lýtir
- Njord (Njǫrðr): thần gió và cũng là thủ lĩnh các Vanir, sau này sang Asgard làm con tin của các Aesir
- Skaði: nữ thần săn bắn, thường được thể hiện với đôi giày trượt tuyết, vợ của Njord